# Рудић
Рудић је српскохрватско презиме, настало од речи руд(о). Познати људи са овим презименом су:
- Богларка Рудић (1991), српска ватерполисткиња
- Владан Рудић (1988), црногорски одбојкаш
- Иво Рудић (1942–2009), хрватско-аустралски фудбалер
- Ратко Рудић (1948), хрватски ватерполо тренер и бивши југословенски ватерполиста
- Марко Рудић (1990), босански алпски скијаш
- Теодора Рудић (1998), српска ватерполисткиња